# Firfol
Firfol é uma comuna francesa na região administrativa da Normandia, no departamento Calvados. Estende-se por uma área de 5,03 km². Em 2010 a comuna tinha 421 habitantes (densidade: 83,7 hab./km²).